# Golfparken
Golfparken er et grønt område i Aalborg. I parken findes bl.a. Urania Observatoriet og Planetstien. Der findes også en golfbane, 6 hullers par 3 bane. De bedste parkeringsmuligheder findes ved indkørsel fra enten Universitetsboulevarden eller Borgm. Jørgensens Vej.
Området har været ejet af Aalborg Kommune siden 1925, hvor kommunen købte arealet sammen med Sohngårdsholm. Området har fra 1930 været åbent for offentligheden og i 1938 anlagdes en 18 hullers golfbane på størstedelen af arealet. Golfbanen flyttede til Restrup Enge i 1968, men en mindre del blev bevaret på arealet. I 1971 besluttede byrådet, at området skulle forblive offentlig park.
Golfparken er også navnet på en vej øst for parken; indkørsel til denne sker fra Hadsundvej.